# Gregor Hohpe
Gregor Hohpe ist ein deutschstämmiger Softwareentwickler, IT-Architekt, -Berater und Autor. Neben seinen Büchern vertritt er seine Ansichten auch in Blog-Posts und Vorträgen.

## Werdegang
Gregor Hohpe arbeitete bei mehreren IT-Beratungsfirmen und wechselte 2005 zu Google als Entwickler. Ab 2012 hatte er mehrere Rollen als IT-Architekt bei der Allianz-Versicherung. Fünf Jahre später wurde er technischer Leiter im CTO-Büro von Google. Die Regierung von Singapur berief Hohpe 2019 als Berater für ihre Smart-Nation-Initiative. Von 2020 bis 2024 arbeitete er bei der Amazon-Cloud-Tochter AWS, zuletzt in der Rolle Senior Principal Evangelist.
Er ist Mitglied des IEEE Software Advisory Boards.
Gregor Hohpe lebt in Singapur.

## Gregor's Law
Eine zentrale Erkenntnis fasst Gregor Hohpe prägnant als Gregors Gesetz zusammen:

“Excessive complexity is nature’s punishment for organizations that are unable to make decisions.”

„Übermäßige Komplexität ist die Strafe der Natur für Organisationen, die nicht in der Lage sind, Entscheidungen zu treffen.“

Damit ist gemeint, dass Optionen bei Software wünschenswert sind. Werden aber regelmäßig keine Entscheidungen getroffen, sondern immer mehr Optionen in die Software aufgenommen, so führt dies zu komplexer Software, die schwerer und somit teurer zu warten ist.

## Schriften
- Gregor Hohpe: Platform Strategy: Innovation Through Harmonization. 2024, ISBN 979-83-2027204-7 (englisch).
- Gregor Hohpe: The Software Architect Elevator: Redefining the Architect's Role in the Digital Enterprise. O'Reilly Media, 2020, ISBN 978-1-4920-7754-1 (englisch).
- Gregor Hohpe: Cloud Strategy: A Decision-based Approach to Successful Cloud Migration. 2020, ISBN 979-86-6525304-6 (englisch).
- Gregor Hohpe: 37 Things One Architect Knows About IT Transformation. 2016, ISBN 978-1-5370-8298-1 (englisch).
- Gregor Hohpe, Bobby Woolf: Enterprise Integration Patterns. Designing, Building and Deploying Messaging Solutions. Addison-Wesley, Boston 2003, ISBN 0-321-20068-3 (englisch).